# Lullaby (Nickelback)
Lullaby è un singolo del gruppo rock canadese Nickelback, pubblicato nel 2012 ed estratto dall'album Here and Now.

## Tracce
- CD Singolo

1. Lullaby - 3:48
2. If Today Was Your Last Day - 4:08

- Promo CD Singolo

1. Lullaby (Pop Mix Edit) - 3:28
2. Lullaby (Pop Mix) - 3:38
3. Lullaby (Album Version) - 3:48

## Video musicale
Come per altri videoclip, il gruppo si è affidato al regista Nigel Dick. Il video è stato girato in California.

## Formazione
- Chad Kroeger – voce
- Ryan Peake –  piano, cori
- Mike Kroeger – basso
- Daniel Adair – batteria, cori

Altri musicisti
- Rob Dawson – chitarra acustica